# كأس ولي العهد 2015–16
كأس ولي العهد 2015–16 هي النسخة الثالثة والعشرين من بطولة كأس ولي العهد الكويتي، والتي أقيمت في موسم 2015–16.
حيث استطاع نادي السالمية الفوز باللقب للمرة الثانية في تاريخه. بعدما تأهل إلى المباراة النهائية نادي الكويت ونادي السالمية، وأستطاع لاعب نادي السالمية فيصل العنزي ان يسجل هدف الانتصار في الدقيقة 73 فاصبحت النتيجة 1-0 لصالح نادي السالمية، .